# Aargauische Südbahn
La Aargauische Südbahn era una società ferroviaria della Svizzera costituita in joint-venture tra Schweizerische Centralbahn (SCB) e Schweizerische Nordostbahn (NOB) in seguito ad accordi per realizzare il collegamento delle loro reti verso Immensee sulla Ferrovia del Gottardo. Nel 1903 cessò di esistere in quanto confluita nelle Ferrovie Federali Svizzere.

## Storia
A partire dal 1873 le compagnie svizzere, Schweizerische Centralbahn, e Schweizerische Nordostbahn si accordarono per realizzare una connessione tra le loro reti e la nuova ferrovia del Gottardo. Il risultato fu la costruzione della rete centro-meridionale del cantone di Argovia (Aargau), da cui prese il nome sociale. L'immissione nella linea ferroviaria del San Gottardo avveniva a Immensee dal 1882.
Le tratte aperte successivamente:
- 23 giugno 1874: Rupperswil–Lenzburg–Hendschiken–Wohlen
- 1º giugno 1875: Wohlen–Muri
- 1º settembre 1876: Wohlen–Bremgarten ovest
- 1º dicembre 1881: Muri–Sins–Rotkreuz
- 1º giugno 1882: Rotkreuz–Immensee
- 1º giugno 1882: Hendschiken–Othmarsingen–Brugg
- 26 maggio 1969: collegamento per Brugg

Nel corso del 1902, la rete confluì nelle neocostituite Ferrovie federali svizzere (FFS). Nel 1912, la tratta Wohlen-Bremgarten Ovest venne ceduta in gestione alla ferrovia Bremgarten-Dietikon (BD), che incorporò nella tratta un terzo binario per il suo scartamento metrico.
Nel 1975 la tratta Rupperswil-Lenzburg-Othmarsingen è stata potenziata per instradarvi la maggior parte del traffico est-ovest tra Zurigo e Berna.
La sezione Brugg-Rotkreuz è utilizzata in gran parte dai treni merci provenienti da nord per la linea del Gottardo e per l'Italia; costituisce un'importante via di transito ferroviario delle merci.
Su varie tratte della linea si svolge trasporto passeggeri regionale.